# Рудка (притока Інгульця)
Ру́дка — річка в Україні, у Дмитрівській сільській громаді Кропивницького району
Кіровоградської області. Права притока Інгульця (басейн Дніпра).

## Опис
Довжина річки приблизно 12,6 км.

## Розташування
Бере початок у Чорному лісі біля селища Знам'янка Друга. Тече переважно на північний схід через село Гостинне (колишнє Васовка) і у Дмитривці впадає у річку Інгулець, праву притоку Дніпра. 
Біля гирла річки пролягає автошлях Т 1211.